# Nhân Chứng Giê-hô-va
Nhân Chứng Giê-hô-va là một tôn giáo mà niềm tin của họ dựa trên Kinh Thánh Ki-tô giáo. Tên của tôn giáo này được dựa vào câu Kinh Thánh được ghi trong Ê-sai 43:10-12: "Đức Giê-hô-va phán: Các ngươi là kẻ làm chứng ta, và là đầy tớ ta đã chọn, hầu cho các ngươi được biết và tin ta, và hiểu rằng ta là Chúa! Chẳng có Đức Chúa Trời nào tạo thành trước ta, và cũng chẳng có sau ta nữa. Ấy chính ta, chính ta là Đức Giê-hô-va, ngoài ta không có Cứu Chúa nào khác. Ấy chính ta là Đấng đã rao truyền, đã giải cứu, và đã chỉ bảo, chẳng có thần nào lạ giữa các ngươi. Đức Giê-hô-va phán: Các ngươi đều là người làm chứng, và ta là Đức Chúa Trời!". Họ luôn giữ sự trung lập trong các vấn đề chính trị như Chúa Giê-su đã từ chối không làm vua khi dân Do Thái muốn tôn ngài làm vua.

## Giáo lý
Nhiều giáo lý của tôn giáo này khác biệt với các giáo lý của các giáo phái Ki-tô giáo khác, như họ không công nhận giáo lý Một Chúa Ba Ngôi, Đức Giê-su Ki-tô là Thiên Chúa, hình phạt đời đời trong hỏa ngục, linh hồn bất tử, sau khi chết được lên trời, v.v... Họ chỉ thờ phượng một Đức Chúa Trời có tên là Giê-hô-va. "Vả sự sống đời đời là nhìn biết Cha là Đức Chúa Trời có một và thật cùng Jesus Christ là Đấng Cha đã sai xuống"(Giăng 17:3) Do đó, nhiều tôn giáo khác không công nhận giáo phái này là Ki-tô giáo (những người tin vào Chúa Giê-su Ki-tô). Tháp Canh dựa trên niềm tin và giáo lý nguyên thủy và mở rộng của Charles Taze Russell vốn là một người theo chủ nghĩa phục quốc Do Thái, thẩm phán Joseph Franklin Rutherford, và những người thừa kế của họ. Họ cho rằng họ mới là môn đồ chân chính của Đấng Ki-tô nên họ có ân phước được Chúa Giê-su soi sáng để hiểu Kinh Thánh, ngoài ra Kinh Thánh để dùng cho việc dạy dỗ nhân loại hiểu biết về Đấng Tạo Hóa chứ không hẳn là một cuốn sách quá huyền bí đến nỗi Thiên Chúa phải che giấu điều gì đó với nhân loại (Giăng 17:21,22). 
Có người cho rằng những gì cơ quan quản lý này khi nói về bất cứ đoạn Kinh Thánh rồi tự cho rằng đó là lời giải thích là lời nói cuối cùng thì hoàn toàn sai lầm. (Nhưng những người phản biện điều này có lẽ chưa hiểu một điều đơn giản ví dụ như: Ở một quốc gia thủ tướng mới hiểu biết được chìa khóa bí mật của đất nước, nhưng ông cũng sẵn sàng chia sẻ bí mật đó cho người mà ông tín nhiệm để thực thi nhiệm vụ, cũng vậy khi Chúa Giê-su hiểu được cuộn sách thì các môn đồ ngài tin tưởng cũng sẽ được ngài tỏ lộ). Nhân Chứng Giê-hô-va giải thích cặn kẽ những lời được các nhà tiên tri viết trong Kinh Thánh, họ tôn trọng Kinh Thánh cả phần Tân ước và Cựu ước, "Cả Kinh Thánh được viết ra bởi sự hướng dẫn của thần khí Đức Chúa Trời" (II Ti-mô-thê 3:16). Ngoài ra toàn bộ ấn phẩm hợp pháp của họ đều dựa trên Kinh Thánh 100%. Họ không tham gia chiến tranh dù chịu tù đầy hay khổ sai vì không muốn cầm súng giết đồng loại và những Nhân Chứng Giê-hô-va ở những nước khác. Họ cũng không cho phép truyền và nhận máu, dù nhằm mục đích cứu người, vì họ cho rằng máu là sự sống, và chỉ mình Đức Chúa Trời có quyền trên sự sống.

## Phạm vi hoạt động
Nhân Chứng Giê-hô-va hoạt động rộng khắp trên hơn 230 quốc gia và vùng lãnh thổ, với số bản dịch của các ấn phẩm lên đến hơn 1000 ngôn ngữ. Bản dịch Kinh Thánh chính của họ là bản dịch Thế Giới Mới. Kinh phí hoạt động của họ dựa trên nguyên tắc tự do quyên góp tùy theo khả năng mỗi người, không phân biệt đóng góp nhiều hay ít (II Cô-rinh-tô 8:12, 9:7). Họ từng trải qua nhiều cuộc bách hại của phát-xít Đức trong các trại tập trung. Những năm gần đây, họ gặt hái nhiều thắng lợi trong các vụ kiện tụng pháp lý tại châu Âu về quyền tự do tín ngưỡng và ngôn luận. Họ khuyến khích tín đồ đi rao giảng về sự thật trong Kinh Thánh cho mọi người nhưng không ép buộc ai phải làm công việc đó, vì họ cho rằng cả Đức Chúa Trời cũng không hề ép buộc ai cũng phải vâng lời ngài (Ma-thi-ơ 24:14; 28:19,20). Theo báo cáo của tổ chức này, đến ngày 31 tháng 8 năm 2019, Nhân Chứng Giê-hô-va có 8.683.117 người tham gia tại 240 quốc gia. Hiện nay trụ sở trung ương của họ được đặt tại Warwick, bang New York, Hoa Kỳ và in ấn sách báo dựa trên Kinh Thánh miễn phí và hợp pháp như: Tháp Canh, Tỉnh Thức. Các tín nhân của giáo phái này sinh hoạt tại các cơ sở được gọi là Phòng Nước Trời (Kingdom Hall).